# Evanescence/Diskografie
Diese Diskografie ist eine Übersicht über die musikalischen Werke der US-amerikanischen Alternative-Rock-Band Evanescence. Den Quellenangaben und Schallplattenauszeichnungen zufolge verkaufte sie bisher mehr als 35,5 Millionen Tonträger, davon alleine in ihrer Heimat über 18,8 Millionen. Ihre erfolgreichste Veröffentlichung ist das Debütalbum Fallen mit mehr als 17 Millionen verkauften Einheiten.

## Alben

### Studioalben
| Jahr | Titel Musiklabel                             | Höchstplatzierung, Gesamtwochen, AuszeichnungChartplatzierungen (Jahr, Titel, Musiklabel, Platzierungen, Wochen, Auszeichnungen, Anmerkungen) | Höchstplatzierung, Gesamtwochen, AuszeichnungChartplatzierungen (Jahr, Titel, Musiklabel, Platzierungen, Wochen, Auszeichnungen, Anmerkungen) | Höchstplatzierung, Gesamtwochen, AuszeichnungChartplatzierungen (Jahr, Titel, Musiklabel, Platzierungen, Wochen, Auszeichnungen, Anmerkungen) | Höchstplatzierung, Gesamtwochen, AuszeichnungChartplatzierungen (Jahr, Titel, Musiklabel, Platzierungen, Wochen, Auszeichnungen, Anmerkungen) | Höchstplatzierung, Gesamtwochen, AuszeichnungChartplatzierungen (Jahr, Titel, Musiklabel, Platzierungen, Wochen, Auszeichnungen, Anmerkungen) | Anmerkungen                                                    |
| Jahr | Titel Musiklabel                             | DE | AT | CH | UK | US | Anmerkungen                                                    |
| ---- | -------------------------------------------- | --- | --- | --- | --- | --- | -------------------------------------------------------------- |
| 2003 | Fallen Epic Records • Wind-Up Records (Sony) | DE2 ×7Siebenfachgold · (74 Wo.)DE | AT1 Platin · (74 Wo.)AT | CH2 ×2Doppelplatin · (76 Wo.)CH | UK1 ×4Vierfachplatin · (88 Wo.)UK | US3 Diamant · (116 Wo.)US | Erstveröffentlichung: 4. März 2003 Verkäufe: + 17.000.000      |
| 2006 | The Open Door Wind-Up Records (Sony BMG)     | DE1 Platin · (26 Wo.)DE | AT2 Gold · (25 Wo.)AT | CH1 Platin · (26 Wo.)CH | UK2 Platin (Wind-Up) + Silber (Craft Recordings) · (20 Wo.)UK                                                                                 | US1 ×2Doppelplatin · (48 Wo.)US | Erstveröffentlichung: 25. September 2006 Verkäufe: + 5.000.000 |
| 2011 | Evanescence Wind-Up Records (EMI)            | DE5 (17 Wo.)DE | AT4 (10 Wo.)AT | CH4 (18 Wo.)CH | UK4 Gold · (7 Wo.)UK | US1 Gold · (27 Wo.)US | Erstveröffentlichung: 5. Oktober 2011 Verkäufe: + 699.473      |
| 2017 | Synthesis Sony Music (Sony)                  | DE5 (9 Wo.)DE | AT11 (4 Wo.)AT | CH9 (8 Wo.)CH | UK23 (2 Wo.)UK | US8 (2 Wo.)US | Erstveröffentlichung: 8. November 2017 Verkäufe: + 34.000      |
| 2021 | The Bitter Truth Columbia Records (Sony)     | DE2 (10 Wo.)DE | AT5 (4 Wo.)AT | CH1 (8 Wo.)CH | UK4 (1 Wo.)UK | US11 (1 Wo.)US | Erstveröffentlichung: 26. März 2021 Verkäufe: + 29.000         |

### Livealben
| Jahr | Titel Musiklabel                         | Höchstplatzierung, Gesamtwochen, AuszeichnungChartplatzierungen (Jahr, Titel, Musiklabel, Platzierungen, Wochen, Auszeichnungen, Anmerkungen) | Höchstplatzierung, Gesamtwochen, AuszeichnungChartplatzierungen (Jahr, Titel, Musiklabel, Platzierungen, Wochen, Auszeichnungen, Anmerkungen) | Höchstplatzierung, Gesamtwochen, AuszeichnungChartplatzierungen (Jahr, Titel, Musiklabel, Platzierungen, Wochen, Auszeichnungen, Anmerkungen) | Höchstplatzierung, Gesamtwochen, AuszeichnungChartplatzierungen (Jahr, Titel, Musiklabel, Platzierungen, Wochen, Auszeichnungen, Anmerkungen) | Höchstplatzierung, Gesamtwochen, AuszeichnungChartplatzierungen (Jahr, Titel, Musiklabel, Platzierungen, Wochen, Auszeichnungen, Anmerkungen) | Anmerkungen                                                                       |
| Jahr | Titel Musiklabel                         | DE | AT | CH | UK | US | Anmerkungen                                                                       |
| ---- | ---------------------------------------- | --- | --- | --- | --- | --- | --------------------------------------------------------------------------------- |
| 2004 | Anywhere but Home Wind-Up Records (Sony) | DE19 Gold · (13 Wo.)DE | AT10 (13 Wo.)AT | CH10 Gold · (15 Wo.)CH | UK* SilberUK | US39 Gold · (14 Wo.)US | Erstveröffentlichung: 22. November 2004 Verkäufe: + 1.000.000; * siehe Videoalbum |
| 2018 | Synthesis Live Sony Music (Sony)         | — | AT*AT | CH*CH | UK*UK | US*US | Erstveröffentlichung: 14. Dezember 2018 * siehe Videoalbum                        |

### Kompilationen
| Jahr | Titel Musiklabel            | Anmerkungen                            |
| ---- | --------------------------- | -------------------------------------- |
| 2016 | Lost Whispers Bicycle Music | Erstveröffentlichung: 9. Dezember 2016 |

### EPs
| Jahr | Titel Musiklabel                                  | Anmerkungen                                                   |
| ---- | ------------------------------------------------- | ------------------------------------------------------------- |
| 1998 | Evanescence Eigenvertrieb                         | Erstveröffentlichung: Dezember 1998 Verkäufe: 100 (limitiert) |
| 1999 | Sound Asleep Eigenvertrieb                        | Erstveröffentlichung: August 1999 Verkäufe: 50 (limitiert)    |
| 2020 | Songs from The Bitter Truth BMG Rights Management | Erstveröffentlichung: 4. Dezember 2020                        |

## Singles
| Jahr | Titel Album                             | Höchstplatzierung, Gesamtwochen, AuszeichnungChartplatzierungen (Jahr, Titel, Album, Platzierungen, Wochen, Auszeichnungen, Anmerkungen) | Höchstplatzierung, Gesamtwochen, AuszeichnungChartplatzierungen (Jahr, Titel, Album, Platzierungen, Wochen, Auszeichnungen, Anmerkungen) | Höchstplatzierung, Gesamtwochen, AuszeichnungChartplatzierungen (Jahr, Titel, Album, Platzierungen, Wochen, Auszeichnungen, Anmerkungen) | Höchstplatzierung, Gesamtwochen, AuszeichnungChartplatzierungen (Jahr, Titel, Album, Platzierungen, Wochen, Auszeichnungen, Anmerkungen) | Höchstplatzierung, Gesamtwochen, AuszeichnungChartplatzierungen (Jahr, Titel, Album, Platzierungen, Wochen, Auszeichnungen, Anmerkungen) | Anmerkungen                                                                 |
| Jahr | Titel Album                             | DE | AT | CH | UK | US | Anmerkungen                                                                 |
| ---- | --------------------------------------- | --- | --- | --- | --- | --- | --------------------------------------------------------------------------- |
| 2003 | Bring Me to Life Fallen                 | DE2 ×3Dreifachgold · (25 Wo.)DE | AT3 (33 Wo.)AT | CH6 Gold · (46 Wo.)CH | UK1 ×3Dreifachplatin · (38 Wo.)UK | US5 ×3Dreifachplatin · (32 Wo.)US | Erstveröffentlichung: 7. April 2003 Verkäufe: + 6.679.000; feat. Paul McCoy |
| 2003 | Going Under Fallen                      | DE15 (9 Wo.)DE | AT14 (12 Wo.)AT | CH13 (20 Wo.)CH | UK8 Gold · (8 Wo.)UK | — | Erstveröffentlichung: 8. September 2003 Verkäufe: + 495.000                 |
| 2003 | My Immortal Fallen                      | DE5 Gold · (20 Wo.)DE | AT11 (20 Wo.)AT | CH7 (28 Wo.)CH | UK7 Platin · (17 Wo.)UK | US7 Platin · (32 Wo.)US | Erstveröffentlichung: 4. November 2003 Verkäufe: + 2.025.000                |
| 2004 | Everybody’s Fool Fallen                 | — | — | CH35 (14 Wo.)CH | UK24 Silber · (5 Wo.)UK | — | Erstveröffentlichung: 31. Mai 2004 Verkäufe: + 200.000                      |
| 2006 | Call Me When You’re Sober The Open Door | DE13 (9 Wo.)DE | AT7 (15 Wo.)AT | CH6 (13 Wo.)CH | UK4 Silber · (9 Wo.)UK | US10 Platin · (22 Wo.)US | Erstveröffentlichung: 15. September 2006 Verkäufe: + 1.272.500              |
| 2006 | Lithium The Open Door                   | DE44 (9 Wo.)DE | AT41 (6 Wo.)AT | CH40 (12 Wo.)CH | UK32 (2 Wo.)UK | — | Erstveröffentlichung: 8. Dezember 2006 Verkäufe: + 60.000                   |
| 2007 | Sweet Sacrifice The Open Door           | DE75 (4 Wo.)DE | — | — | — | — | Erstveröffentlichung: 25. Mai 2007                                          |
| 2007 | Good Enough The Open Door               | — | — | — | — | — | Erstveröffentlichung: 10. September 2007                                    |
| 2010 | Together Again –                        | — | — | — | — | — | Erstveröffentlichung: 23. Februar 2010                                      |
| 2011 | What You Want Evanescence               | DE84 (3 Wo.)DE | — | — | UK72 (1 Wo.)UK | US68 (1 Wo.)US | Erstveröffentlichung: 9. September 2011 Verkäufe: + 30.000                  |
| 2011 | My Heart Is Broken Evanescence          | DE92 (1 Wo.)DE | AT36 (2 Wo.)AT | — | — | — | Erstveröffentlichung: 17. Oktober 2011 Verkäufe: + 30.000                   |
| 2012 | Lost in Paradise Evanescence            | — | AT71 (1 Wo.)AT | CH39 (2 Wo.)CH | — | US99 (1 Wo.)US | Erstveröffentlichung: 25. Mai 2012                                          |
| 2017 | Imperfection Synthesis                  | — | — | — | — | — | Erstveröffentlichung: 15. September 2017                                    |
| 2017 | Lacrymosa Synthesis                     | — | — | — | — | — | Erstveröffentlichung: 27. Oktober 2017                                      |
| 2017 | Hi-Lo Synthesis                         | — | — | — | — | — | Erstveröffentlichung: 8. Juni 2018 feat. Lindsey Stirling                   |
| 2019 | The Chain Gears 5 (O.S.T.)              | — | — | — | — | — | Erstveröffentlichung: 22. November 2019                                     |
| 2020 | Wasted on You The Bitter Truth          | — | — | — | — | — | Erstveröffentlichung: 24. April 2020                                        |
| 2020 | The Game Is Over The Bitter Truth       | — | — | — | — | — | Erstveröffentlichung: 1. Juli 2020                                          |
| 2020 | Use My Voice The Bitter Truth           | — | — | — | — | — | Erstveröffentlichung: 14. August 2020                                       |
| 2020 | Yeah Right The Bitter Truth             | — | — | — | — | — | Erstveröffentlichung: 4. Dezember 2020                                      |
| 2021 | Better without You The Bitter Truth     | — | — | — | — | — | Erstveröffentlichung: 5. März 2021                                          |
| 2025 | Afterlife –                             | — | — | — | — | — | Erstveröffentlichung: 28. März 2025                                         |
| 2025 | Fight Like a Girl –                     | — | — | — | — | — | Erstveröffentlichung: 6. Juni 2025 feat. K. Flay                            |

## Videoalben und Musikvideos

### Videoalben
| Jahr | Titel Musiklabel                         | Höchstplatzierung, Gesamtwochen, AuszeichnungChartplatzierungen (Jahr, Titel, Musiklabel, Platzierungen, Wochen, Auszeichnungen, Anmerkungen) | Höchstplatzierung, Gesamtwochen, AuszeichnungChartplatzierungen (Jahr, Titel, Musiklabel, Platzierungen, Wochen, Auszeichnungen, Anmerkungen) | Höchstplatzierung, Gesamtwochen, AuszeichnungChartplatzierungen (Jahr, Titel, Musiklabel, Platzierungen, Wochen, Auszeichnungen, Anmerkungen) | Höchstplatzierung, Gesamtwochen, AuszeichnungChartplatzierungen (Jahr, Titel, Musiklabel, Platzierungen, Wochen, Auszeichnungen, Anmerkungen) | Höchstplatzierung, Gesamtwochen, AuszeichnungChartplatzierungen (Jahr, Titel, Musiklabel, Platzierungen, Wochen, Auszeichnungen, Anmerkungen) | Anmerkungen                                                                    |
| Jahr | Titel Musiklabel                         | DE | AT | CH | UK | US | Anmerkungen                                                                    |
| ---- | ---------------------------------------- | --- | --- | --- | --- | --- | ------------------------------------------------------------------------------ |
| 2004 | Anywhere but Home Sony BMG (Sony BMG)    | DE* ×3DreifachgoldDE | AT*AT | CH*CH | UK4 Platin · (68 Wo.)UK | US3 ×5Fünffachplatin · (111 Wo.)US | Erstveröffentlichung: 19. November 2004 Verkäufe: + 868.000; * siehe Livealbum |
| 2018 | Synthesis Live Eagle Rock • Fourth Chord | DE51 (1 Wo.)DE | AT4 (1 Wo.)AT | CH1 (10 Wo.)CH | UK1 (33 Wo.)UK | US1 (5 Wo.)US | Erstveröffentlichung: 5. Oktober 2018                                          |

### Musikvideos
| Jahr | Titel                     | Regie                     |
| ---- | ------------------------- | ------------------------- |
| 2003 | Bring Me to Life          | Philipp Stölzl            |
| 2003 | Going Under               | Philipp Stölzl            |
| 2003 | My Immortal               | David Mouldy              |
| 2004 | Everybody’s Fool          | Philipp Stölzl            |
| 2006 | Call Me When You’re Sober | Marc Webb                 |
| 2006 | Lithium                   | Paul Fedor                |
| 2007 | Sweet Sacrifice           | P. R. Brown               |
| 2007 | Good Enough               | Rich Lee, Marc Webb       |
| 2011 | What You Want             | Meiert Avis, Stefan Smith |
| 2012 | My Heart Is Broken        | Dean Karr                 |
| 2013 | Lost in Paradise          | Blake Judd                |
| 2017 | Imperfection              | P. R. Brown               |
| 2018 | Hi-Lo                     | P. R. Brown               |
| 2020 | The Chain                 | P. R. Brown               |
| 2020 | Wasted on You             | P. R. Brown               |
| 2020 | The Game Is Over          |                           |
| 2020 | Use My Voice              | Eric D. Howell            |
| 2021 | Better without You        | Eric D. Howell            |
| 2025 | Afterlife                 | Jason Lester              |

## Boxsets
| Jahr | Titel Musiklabel                      | Anmerkungen                           |
| ---- | ------------------------------------- | ------------------------------------- |
| 2017 | The Ultimate Collection Bicycle Music | Erstveröffentlichung: 24. Januar 2017 |

## Promoveröffentlichungen
| Jahr | Titel Album                | Anmerkungen                        |
| ---- | -------------------------- | ---------------------------------- |
| 2004 | Missing Anywhere but Home  | Erstveröffentlichung: 2004         |
| 2004 | Imaginary Fallen           | Erstveröffentlichung: Juni 2004    |
| 2012 | Made of Stone Evanescence  | Erstveröffentlichung: Februar 2012 |
| 2012 | The Other Side Evanescence | Erstveröffentlichung: 2012         |

## Sonderveröffentlichungen

### Alben
| Jahr | Titel Musiklabel          | Anmerkungen                                                        |
| ---- | ------------------------- | ------------------------------------------------------------------ |
| 2000 | Origin bigwig Enterprises | Erstveröffentlichung: 4. November 2000 Verkäufe: 2.500 (limitiert) |

### Lieder
| Jahr | Titel Soundtrack                                        | Anmerkungen                             |
| ---- | ------------------------------------------------------- | --------------------------------------- |
| 2005 | Breathe No More Elektra                                 | Erstveröffentlichung: 11. Januar 2005   |
| 2012 | Made of Stone (Renholdër Remix) Underworld: Awakening   | Erstveröffentlichung: 17. Januar 2012   |
| 2012 | A New Way to Bleed (Photek Remix) Marvel’s The Avengers | Erstveröffentlichung: 1. Mai 2012       |
| 2019 | The Chain Gears 5                                       | Erstveröffentlichung: 6. September 2019 |

### Videoalben
| Jahr | Titel Musiklabel                                              | Anmerkungen                                                                              |
| ---- | ------------------------------------------------------------- | ---------------------------------------------------------------------------------------- |
| 2007 | The Open Door (Japanese Edition) Wind-Up Records (Sony Japan) | Erstveröffentlichung: 17. Januar 2007 CD+DVD; Verkäufe werden The Open Door hinzuaddiert |
| 2011 | Evanescence (Deluxe Edition) Wind-Up Records (EMI)            | Erstveröffentlichung: 7. Oktober 2011 CD+DVD; Verkäufe werden Evanescence hinzuaddiert   |
| 2017 | Synthesis (Limited Edition) Sony Music (Sony)                 | Erstveröffentlichung: 10. November 2017 CD+DVD; Verkäufe werden Synthesis hinzuaddiert   |

## Statistik

### Chartauswertung
Die folgenden Statistiken bieten eine Übersicht über die Charterfolge von Evanescence. Zu berücksichtigen ist, dass sich Videoalben in Deutschland auch in den Albumcharts platzieren, in den anderen Ländern existieren eigenständige Musik-DVD-Charts.
|                     | DE    | AT    | CH    | UK    | US    |
| ------------------- | ----- | ----- | ----- | ----- | ----- |
| Nummer-eins-Alben   | DE1DE | AT1AT | CH2CH | UK1UK | US2US |
| Top-10-Alben        | DE6DE | AT5AT | CH6CH | UK4UK | US4US |
| Alben in den Charts | DE7DE | AT6AT | CH6CH | UK5UK | US6US |

|                       | DE    | AT    | CH    | UK    | US    |
| --------------------- | ----- | ----- | ----- | ----- | ----- |
| Nummer-eins-Singles   | DE—DE | AT—AT | CH—CH | UK1UK | US—US |
| Top-10-Singles        | DE2DE | AT1AT | CH3CH | UK4UK | US3US |
| Singles in den Charts | DE8DE | AT7AT | CH7CH | UK7UK | US5US |

|                          | DE    | AT    | CH    | UK    | US    |
| ------------------------ | ----- | ----- | ----- | ----- | ----- |
| Nummer-eins-Videoalben   | DE—DE | AT—AT | CH1CH | UK1UK | US1US |
| Top-10-Videoalben        | DE—DE | AT1AT | CH1CH | UK2UK | US2US |
| Videoalben in den Charts | DE—DE | AT1AT | CH1CH | UK2UK | US2US |

### Auszeichnungen für Musikverkäufe
| Land/RegionAuszeichnungen für Musikverkäufe (Land/Region, Auszeichnungen, Verkäufe, Quellen) | Silber     | Gold       | Platin         | Diamant     | Verkäufe    | Quellen                                                    |
| -------------------------------------------------------------------------------------------- | ---------- | ---------- | -------------- | ----------- | ----------- | ---------------------------------------------------------- |
| Argentinien (CAPIF)                                                                          | —          | Gold1      | 4× Platin4     | —           | 148.000     | capif.org.ar                                               |
| Australien (ARIA)                                                                            | —          | 3× Gold3   | 13× Platin13   | —           | 905.000     | aria.com.au                                                |
| Belgien (BRMA)                                                                               | —          | 2× Gold2   | Platin1        | —           | 100.000     | ultratop.be                                                |
| Brasilien (PMB)                                                                              | —          | 6× Gold6   | 6× Platin6     | —           | 635.000     | pro-musicabr.org.br                                        |
| Chile (IFPI)                                                                                 | —          | Gold1      | —              | —           | 7.500       | Einzelnachweise                                            |
| Dänemark (IFPI)                                                                              | —          | Gold1      | 5× Platin5     | —           | 174.000     | ifpi.dk                                                    |
| Deutschland (BVMI)                                                                           | —          | 11× Gold11 | 3× Platin3     | —           | 2.125.000   | musikindustrie.de                                          |
| Europa (IFPI)                                                                                | —          | —          | 4× Platin4     | —           | (4.000.000) | ifpi.org (Memento vom 1. Januar 2014 im Internet Archive)  |
| Finnland (IFPI)                                                                              | —          | —          | Platin1        | —           | 69.201      | ifpi.fi                                                    |
| Frankreich (SNEP)                                                                            | —          | 2× Gold2   | 4× Platin4     | —           | 1.055.000   | infodisc.fr snepmusique.com                                |
| Griechenland (IFPI)                                                                          | —          | 2× Gold2   | 3× Platin3     | —           | 75.000      | Einzelnachweise                                            |
| Irland (IRMA)                                                                                | —          | —          | Platin1        | —           | 15.000      | irishcharts.ie                                             |
| Italien (FIMI)                                                                               | —          | —          | 4× Platin4     | —           | 300.000     | fimi.it                                                    |
| Japan (RIAJ)                                                                                 | —          | Gold1      | Platin1        | —           | 350.000     | riaj.or.jp                                                 |
| Kanada (MC)                                                                                  | —          | Gold1      | 9× Platin9     | Diamant1    | 1.040.000   | musiccanada.com                                            |
| Mexiko (AMPROFON)                                                                            | —          | 4× Gold4   | —              | —           | 275.000     | amprofon.com.mx                                            |
| Neuseeland (RMNZ)                                                                            | —          | Gold1      | 11× Platin11   | —           | 247.500     | aotearoamusiccharts.co.nz NZ2                              |
| Niederlande (NVPI)                                                                           | —          | —          | Platin1        | —           | 80.000      | nvpi.nl                                                    |
| Norwegen (IFPI)                                                                              | —          | Gold1      | 2× Platin2     | —           | 55.000      | ifpi.no (Memento vom 5. November 2012 im Internet Archive) |
| Österreich (IFPI)                                                                            | —          | Gold1      | Platin1        | —           | 45.000      | ifpi.at                                                    |
| Polen (ZPAV)                                                                                 | —          | Gold1      | —              | —           | 20.000      | olis.pl                                                    |
| Portugal (AFP)                                                                               | —          | 2× Gold2   | 2× Platin2     | —           | 110.000     | Einzelnachweise                                            |
| Russland (NFPF)                                                                              | —          | —          | 3× Platin3     | —           | 60.000      | 2m-online.ru                                               |
| Schweden (IFPI)                                                                              | —          | Gold1      | Platin1        | —           | 75.000      | sverigetopplistan.se                                       |
| Schweiz (IFPI)                                                                               | —          | 2× Gold2   | 3× Platin3     | —           | 145.000     | hitparade.ch                                               |
| Spanien (Promusicae)                                                                         | —          | Gold1      | 4× Platin4     | —           | 240.000     | elportaldemusica.es                                        |
| Ungarn (MAHASZ)                                                                              | —          | Gold1      | Platin1        | —           | 23.000      | slagerlistak.hu                                            |
| Vereinigte Staaten (RIAA)                                                                    | —          | 2× Gold2   | 12× Platin12   | Diamant1    | 18.850.000  | riaa.com                                                   |
| Vereinigtes Königreich (BPI)                                                                 | 4× Silber4 | 2× Gold2   | 10× Platin10   | —           | 5.147.279   | bpi.co.uk                                                  |
| Insgesamt                                                                                    | 4× Silber4 | 50× Gold50 | 110× Platin110 | 2× Diamant2 |             |                                                            |